# 9561 van Eyck
9561 van Eyck (1987 QT1) là một tiểu hành tinh vành đai chính được phát hiện ngày 19 tháng 8 năm 1987 bởi E. W. Elst ở Đài thiên văn Nam Âu.